# Césio-137

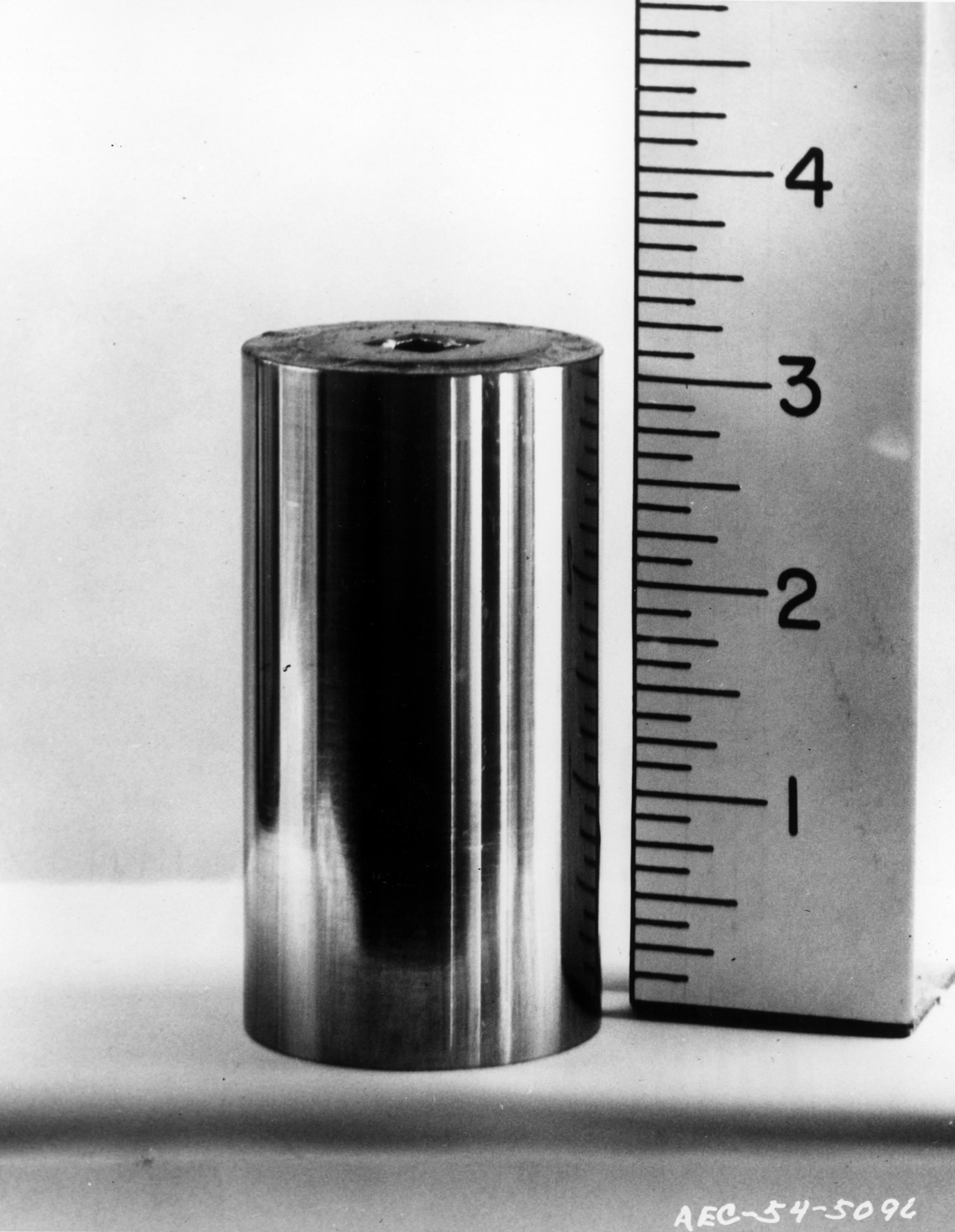
Uma fonte radioativa de césio-137 selada

Césio-137, ou radiocésio, é um isótopo radioativo de césio que é formado como um dos produtos de fissão mais comuns pela fissão nuclear de urânio-235 e outros isótopos fissionáveis em reatores nucleares e armas nucleares. As quantidades vestigiais também se originam da fissão espontânea do urânio-238. Está entre os mais problemáticos dos produtos de fissão de vida curta a média. O césio-137 tem um ponto de ebulição relativamente baixo de 671º C e é volatilizado facilmente quando liberado repentinamente em alta temperatura, como no caso do acidente nuclear de Chernobil, do acidente radiológico de Goiânia e com explosões atômicas, podendo percorrer distâncias muito longas no ar. Após ser depositado no solo como cinza nuclear, ele se move e se espalha facilmente no ambiente devido à alta solubilidade em água dos compostos químicos mais comuns do césio, que são os sais. O césio-137 foi descoberto por Glenn T. Seaborg e Margaret Melhase.

## Usos
O césio-137 tem vários usos práticos. Em pequenas quantidades, é usado para calibrar equipamentos de detecção de radiação. Na medicina, é usado em radioterapia. Na indústria, é usado em medidores de vazão, medidores de espessura, medidores de densidade de umidade (para leituras de densidade, com amerício-241/berílio fornecendo a leitura de umidade) e em dispositivos de perfilagem de poços de raios gama.
Como um isótopo quase puramente artificial, o césio-137 tem sido usado para datar vinho e detectar falsificações  e como um material de datação relativa para avaliar a idade da sedimentação que ocorreu após 1945. O césio-137 também é usado como traçador radioativo na pesquisa geológica para medir a erosão e a deposição do solo.

## Risco para a saúde do césio radioativo
O césio-137 reage com a água, produzindo um composto solúvel em água (hidróxido de césio). O comportamento biológico do césio é semelhante ao do potássio e do rubídio. Depois de entrar no corpo, o césio fica distribuído mais ou menos uniformemente por todo o corpo, com as maiores concentrações nos tecidos moles.:114A meia-vida biológica do césio é de cerca de 70 dias.
Um experimento de 1961 mostrou que camundongos dosados com 21,5 μCi /g teve uma fatalidade de 50% em 30 dias (implicando um LD 50 de 245 µg/kg). Um experimento semelhante em 1972 mostrou que quando os cães são submetidos a uma carga corporal total de 3800 μCi/kg (140 MBq/kg, ou aproximadamente 44 μg/kg) de césio-137 (e 950 a 1400 rads), eles morrem em 33 dias, enquanto os animais com metade dessa carga sobreviveram por um ano. Importantes pesquisas mostraram uma concentração notável de 137Cs nas células exócrinas do pâncreas, que são as mais afetadas pelo câncer. Em 2003, em autópsias realizadas em seis crianças mortas na área poluída perto de Chernobil, onde também relataram maior incidência de tumores pancreáticos, Bandazhevsky encontrou uma concentração de 137Cs 40-45 vezes maior do que no fígado, demonstrando assim que o tecido pancreático é um forte acumulador e secretor no intestino de césio radioativo. A ingestão acidental de césio-137 pode ser tratada com azul da prússia, que se liga a ele quimicamente e reduz a meia-vida biológica para 30 dias.